# Julien Philippe de Gaulle
Julien Philippe de Gaulle (Parigi, 8 settembre 1801 – Parigi, 13 agosto 1883) è stato uno storico francese.

## Biografia
Dopo aver forse frequentato i corsi dell'École nationale des chartes, svolge ricerche negli archivi del nord della Francia e insegna storia. È autore di Notice sur les œuvres de Monsieur Bidault, paysagiste, un'edizione de la Vit de Saint. Louis di Lenain Tillemont e, dal 1839 al 1841, Histoire de Paris et des environs, con una prefazione di Charles Nodier. Quest'ultima opera è di ispirazione monarchica e cristiana. Pubblica anche una cinquantina di romanzi, tra cui Adhémar de Belcastel (il più famoso), Histoire des sanctuaires de Saint-Joseph, Fastes et légendes du Saint-Sacrement, Histoire des sanctuaires de la mère de Dieu,, ecc.
L'8 settembre 1835 si sposò con Joséphine Maillot (Lilla 1806 - Parigi 1886) ed è il padre di Charles (1837-1880), Henri (1848-1932) e Jules (1850-1922). È il nonno del generale de Gaulle.